# Les Compagnons de Saint-Hubert
 (avril 2017).
Pour plus de détails, voir Fiche technique et Distribution.
Les Compagnons de Saint-Hubert est un film français de moyen métrage écrit et réalisé par Jean Georgesco, sorti en 1939.

## Fiche technique
- Titre : Les Compagnons de Saint-Hubert
- Réalisation, scénario et dialogues : Jean Georgesco
- Assistant-réalisateur : Raymond Robert
- Directeur de la photographie : Alain Douarinou
- Musique : José Sentis, dirigée par Joseph Tzipine
- Décors : Roland Quignon
- Société de production :  Comœdia Films
- Pays de production :  France
- Format : Son mono - Noir et blanc - 35 mm  - 1,37:1
- Genre : Comédie
- Durée : 55 minutes
- Année de sortie  en France : 1939

## Distribution
- Raymond Dandy : lui, un représentant d'appareils anti-bruit
- Gaston Orbal : l'autre, son collègue
- Mady Sycovich : la dame pas commode
- Louis Perdoux : le monsieur accueillant
- Crouset : le vieux monsieur sourd
- Colette Nancy : la dame en colère
- Jean Chaduc : le vendeur de cravates
- Mercedes Berthus : la concierge
- Pitouto : Monsieur le Directeur
- Madeleine Sologne : la secrétaire